# Бурбіс Олександр Лавренович
Олександр (Оле́сь) Лавренович Бурбіс (біл. Аляксандр Лаўрэнавіч Бурбіс, 8 (20) жовтня 1885, Вільнюс — 20 березня 1922, Мінськ) — білоруський громадсько-політичний діяч, театральний фахівець, історик і етнограф. Один із засновників білоруського театру, автор досліджень з економічної географії, історії, етнографії, сільського господарства, банківської справи.

## Біографія
Олександр Бурбіс народився 8 (20) жовтня 1885 у Вільнюсі, Литва. Навчався в Вільнюській чоловічій гімназії. У 1903 році став одним з засновників Білоруської революційної громади.
У 1906 році Громада організувала масові протести через проблеми в сільськогосподарському секторі. Бурбіс особисто організував страйк в Новогрудському повіті й в Мінську, де він також працював у профспілках.
24 серпня 1906 року в селі Долні поблизу Щорса в Новогрудському повіті Олександр Бурбіс був заарештований за звинуваченням у підривній діяльності. Він залишався в тюремному ув'язненні, де захворів на туберкульоз. Він пробув у тюрмі аж до середини 1909 року. Після звільнення він працював у Вільнюському сільськогосподарському товаристві.
12 лютого 1910 року з його ініціативи в Вільнюсі відбулася Перша білоруська вечірка.
У 1915 році Олександр Бурбіс переїхав до Москви, де почав працювати в Народному банку.
У 1917 році заснував філію організації БСГ в Москві й став її головою. У березні того ж року в Мінську брав участь в з'їзді білоруських народних організацій. Наприкінці 1917 року, через деякий час після Жовтневого перевороту в Москві був арештований радянською владою, а потім ще раз у середині 1918 року. Однак в обох випадках його швидко відпустили.
З 1918 року Бурбіс був послом Білоруської Народної Республіки в Москві. З лютого 1919 року працював у ВРНГ РРФСР, а вже з травня 1919 року — в Народному комісаріаті з питань землеробства Литовсько-Білоруської РСР. У 1920 році він був одним з редакторів газети «Радянська Білорусь» з центральним офісом у Смоленську.
Олександр Бурбіс є автором заяви, спрямованої в ЦК РКП (б) 14 січня 1920 року — за змістом практично ідентичній «Заяві 32-х», яка буде відправлена туди ж 1 лютого 1921. До заяви була додана записка з проханням про створення окремої Білоруської Радянської Республіки, в якому містилася інформація про історичне минуле, про політичну та соціальну систему Білорусі, ідеї про перші кроки побудови соціалістичної білоруської держави на цій території, а також, містилася критика щодо вже проведеної на території політики.
На початку 1921 року вступив в Комуністичну партію Білорусі, а вже в середині того ж року Бурбіс отримав посаду заступника народного комісара закордонних справ БРСР, а також став одним з організаторів створення Червоного Хреста БССР. Тоді ж призначений членом Мархлевської комісії з питань Ризького мирного договору. В 1921—1922 роках був членом ЦВК БРСР і брав участь в розробці угоди між БРСР і РРФСР.
20 березня 1922 через тривалу хворобу на туберкульоз помер у Мінську. Того ж року похований на Старажовському кладовищі. До могили його труну з площі Свободи несли під траурну музику духового оркестру. Старожовське кладовище знесли за радянської влади в 1950-х роках. Є відомості, що останки Бурбіса перевезли на Військове кладовище, однак попри тривалі пошуки могилу так і не знайшли. Висловлено припущення, що могила могла бути зруйнована під час розширення вулиці Долгобродської, або що останки взагалі не переносилися на Військове кладовище.

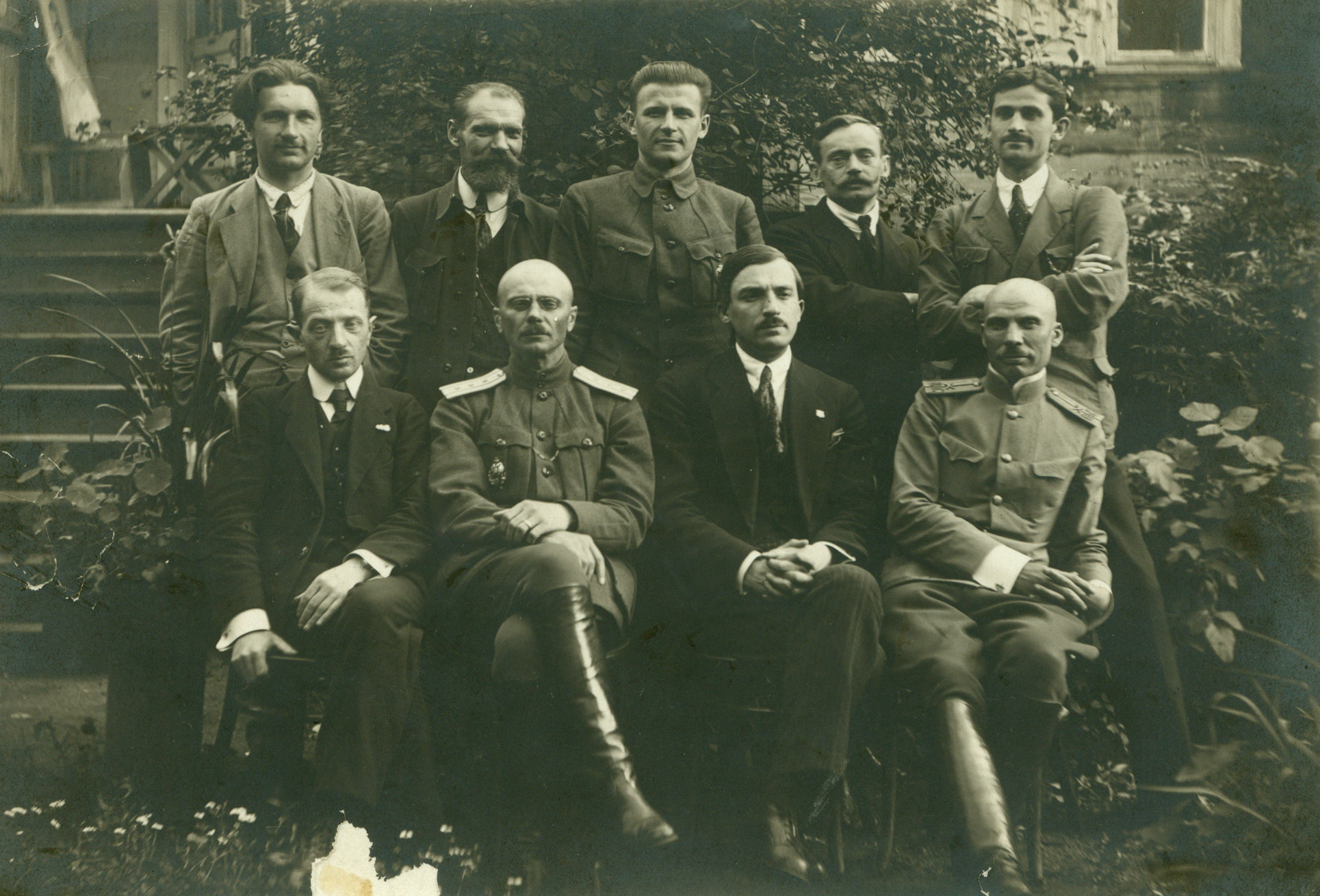
Активісти Білоруської Народної Республіки
(Зліва направо, сидять)
Олександр Бурбіс, Ян Середа, Йозик Варонка, Василь Захарка;
(Зліва направо, стоять)
Аркадій Смолич, Петро Кречевський Костянтин Єзовітов, Антон Овсяник, Лявон Заяц

## Соціально-культурна діяльність
Олександр Бурбіс публікувався в газеті «Наша Нива» під різними псевдонімами та був автором ряду статей про білоруське національно-визвольне питання, а також, писав на тему історії, етнографії та економіки Білорусі.
Був членом Першої білоруської трупи Гната Буйницького — білоруського музично-драматичного гуртка у Вільнюсі. Виступав режисером, актором і читачем на перших Білоруських театральних вечірках у Вільнюсі. У тому числі — особисто поставив кілька п'єс і був організатором драматичних груп.
У серпні 1920 року закінчив написання наукової монографії «Короткий нарис економічної географії Білорусі», опублікованої в журналі «Народне господарство Білорусії» в 1922 році. Він уперше в історії білоруської науки описав білоруський територіальний і економічний комплекс. І він є першим білоруським вченим, який зумів розрахувати торговий баланс Білорусі та відзначити невідповідності тодішніх кордонів потребам економічного розвитку білоруських територій.